# スタンディングスタート

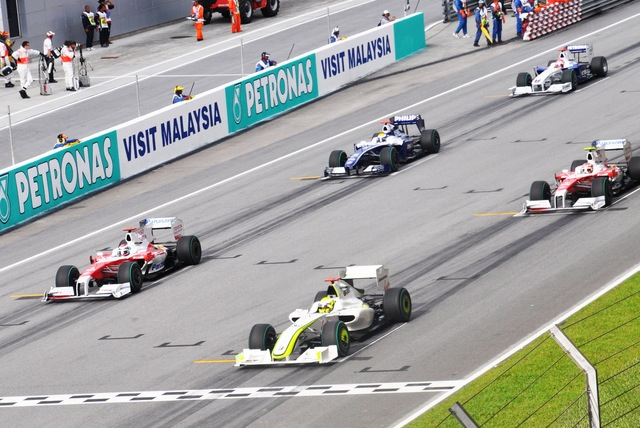
モータースポーツ：F1 2009年マレーシアグランプリ

スタンディングスタート（英語：Standing Start）とは、陸上競技やモータースポーツにおけるスタート方法の一種。

## 陸上競技
スタンディングスタートは立位（スタンディング・ポジション）からのスタートである。規則上は400メートルを超える距離のレースはスタンディングスタートと定められている。800メートル以上の中距離・長距離・マラソン競技などで用いられる。

### 方式
"On your marks."（「位置について」）の合図でスタート線の後ろにつき、立位のまま静止する。このとき両足を前後に開くことが多い。手を地面に着くことは禁止されている。スタートラインに足がかかってはならない。号砲の前に足が地面から離れると不正スタートとなるが、本人の責によらない場合にはその限りではない。不正スタートした競技者は失格となる。
対義語はクラウチングスタートである。スタンディングスタートはクラウチングスタートほど大きな推進力を得ることはできないが、加速までの姿勢が安定しており失敗の少ない堅実なスタートの方法である。

### スタンディングスタートで行う主な種目
- 800メートル競走
- 1500メートル競走
- 3000メートル競走
- 5000メートル競走
- 10000メートル競走
- ハーフマラソン
- マラソン
- 3000メートル障害
- 競歩

等

## モータースポーツ

### 方式
スタート時にフォーメーションラップを経て予選順位等によって定められたグリッドに一旦静止し、信号機による合図により一斉にスタートする方式。四輪ではF1・F2など主にヨーロッパ地域のフォーミュラカーによるレースで、二輪ではMotoGPやWSBなどの主にスプリントレースで使用される。対義語はローリングスタート。
スタート信号はコントロールライン上の信号機に表示される。一般的なレースにおいては、以下の順となる。
1. 各車両がダミーグリッドからフォーメーションラップを経て、スターティンググリッドに整列する。
2. 全ての車両が整列したと判断された後、赤灯が点灯する。整列が確認された際、それを伝えるためにグリッドの最後尾を旗を振りながら横断する人物が見られる場合もあるが、通常は最後尾についた誘導車（マーシャルカー）に備え付けられた信号機に表示される。
3. ある時間（例えば3秒から10秒の間。レースごとの規則書に書かれている）が経過すると、赤灯が消灯（ブラックアウト）するか、緑灯に切り替わることでスタートが宣言される。以後はレースとしての進行になる。

赤灯の点灯からスタート宣言までの時間が厳密に決められていないのは、タイミングを計って飛び出す車両が出るのを防ぐためである。これはレースの公平性を保つと同時に、スタートのタイミングが異なる車両が混在すると危険であるため、出来る限りこれを防ぐ意味もある。
何かの理由でスタートが宣言できない場合（例えば、ある車両がエンジンストールを起こす、など）、別の信号によってスタート中断が宣言される。この場合、再びフォーメーションラップを経てグリッドに整列しなおし、再度、スタート進行となる。なお、こうして追加されたフォーメーションラップはレース周回数に含まれる。例えばスタート中断が1回あれば、実際のレース周回数は1周減算される。
2009年現在、どのレースにおいても、スタートが宣言される前に車両が移動すると違反（不正スタート）とされている。かつては、スタート宣言前にグリッドのラインをこえた時だけ違反とされたレースもあったが、やはりスタートのタイミングを揃えるために現代の形に落ち着いた。またかつては審判の目視による確認のみで不正スタートが判断されていたため、審判の目の届きにくい後方グリッドでは不正スタートが見逃される場合もあったが、現在は多くのカテゴリーでセンサーによる自動検出が行われるため、見逃しの可能性は大きく減少している。

### ル・マン式スタート
スタンディングスタートの一種。ル・マン24時間レースのスタートに採用されたことに由来する。コースのイン側に車を並べ、ドライバーはコースのアウト側からスタートの合図とともに車まで走って乗り込みスタートする。